# Health Schools Australia
Health Schools Australia (Gesundheitsschulen Australien) war eine Fernstudiumshochschule, die von 1967 bis 2015 bestand. Health Schools Australia lehrte Naturheilkunde, Ernährungswissenschaft, Pflanzenheilkunde, Heilmassage und Wellness bis zum höheren Diplom.
Die Hochschule war außerdem mit der Charles Sturt University verbunden, was bedeutet, dass Studenten einen Universitätsabschluss erreichen konnten, wenn sie in vier weiteren Fächern abschließen.
Health Schools Australia war eine bei der australischen Regierung und der australischen Gesellschaft für traditionelle Medizin registrierte Bildungseinrichtung. Außerdem ist sie weltweit vom International Accreditation and Recognition Counsel (Organisation zur Qualitätsüberwachung und Anerkennung von Ausbildungen in der ganzen Welt) als erste Naturheilkundehochschule in Australien anerkannt.
Die Hochschule bot außerdem erweiterte Diplomkurse für graduierte Studenten in Ernährungsmedizin und Psychischer Gesundheit sowie ein Diplom in Kräutermedizin an. Alle von Health Schools Australia zur Verfügung gestellten Lehrmittel sind in englischer Sprache.
Seit Februar 2015 werden die Studenten der HSA vom Australis Natural Health College (ANHC) betreut.